# Гази, Абдул Рашид
Абдул Рашид Гази (араб. عبدالرشيد غازی‎, англ. Abdul Rashid Ghazi; 29 января 1964 года; Исламабад  — 10 июля 2007 года; Исламабад) — один из лидеров пакистанских талибов, пакистанский исламистский священнослужитель; сын Мухаммада Абдуллы Гази и младший брат Абдулы Азиза Гази. Руководил обороной Красной мечети и был убит пакистанским спецназом на седьмой день сражения.

## Ранняя жизнь
Отец Абдулы Рашида хотел чтобы его сын получил исламское образование, однако сам Абдул хотел жить современной жизнью. В 1988 году Абдул получил степень магистра в области международных отношений окончив Университет Каид-и-Азама в Исламабаде. По словам одного из его преподавателей: «Он был нормальным, современным студентом, который хорошо вписался в современный процесс обучения». После защиты диплома Абдул устроился на работу в Министерство образования Пакистана, а также сотрудничал с ЮНЕСКО. Всё изменилось после убийства его отца в Красной мечети в 1998 году. Абдул и его брат стали лидерами исламской организации Джамия-Хафса. Под руководством Гази и его брата мечеть Лал-Масджид превратилась в оплот радикально настроенных пакистанцев, что являлось вызовом политики правительства Пакистана проводившего военные операции против талибов в племенных районах страны. Абдул Гази называл боевиков убитых в ходе кампании правительства «мучениками», что привело к быстрому ухудшению отношений между Первезом Мушаррафом и лидерами Красной мечети. Правительство Пакистана объявило, что Гази вовлечён в заговор против президента, армии и парламента. 

Гази, Абдул Рашид

## Смерть
3 июля 2007 года пакистанская армия решила принять меры в отношении Гази и его брата, спецназом был начат штурм Красной мечети. 10 июля 2007 года министерство внутренних дел Пакистана сделало заявление, что Гази был убит спецназовцами в ходе штурма. Его тело было найдено в подвале мечети. 